# Peque Gallaga
Maurice Ruiz de Luzuriaga Gallaga noto come Peque Gallaga (Bacolod, 25 agosto 1943 – Bacolod, 7 maggio 2020) è stato un regista filippino.
Il suo risultato più significativo nel cinema è stato Oro, Plata, Mata, che ha diretto dopo aver vinto un concorso di sceneggiatura sponsorizzato dal Cinema Sperimentale delle Filippine. Ha ricevuto un premio dall'International Film Festival delle Fiandre-Gand, in Belgio, nel 1983; un premio speciale della giuria al Manila International Film Festival; e il CCP Gawad del 2004 Para sa Sining.

## Biografia

### Origini e formazione
Di origini ispanofilippine, Gallaga ha trascorso gli anni della scuola elementare e superiore alla De La Salle University di Manila, quindi ha terminato la sua laurea in commercio e arti liberali all'Università di St. La Salle a Bacolod. Ha insegnato teatro e cinema all'Università di St. La Salle.

### Carriera
Tornato a Manila, è stato coinvolto in musical televisivi e alla fine ha co-diretto il film Binhi con Butch Perez. Ha anche diretto i film Virgin Forest, Scorpio Nights, Unfaithful Wife e l'episodio "Manananggal" di Shake, Rattle and Roll I.
Nel 1986 ha iniziato la co-regia di film con Lore Reyes, con cui ha condiviso crediti per la regia di Shake Rattle & Roll 2, Shake Rattle & Roll 3, Shake Rattle & Roll 4, Baby Love e più di venti altri film fino ad oggi. Nel film d'animazione Dayo, Gallaga ha doppiato il personaggio di "Lolo Nano", il saggio residente di Elementalia.
Gallaga e Reyes hanno vinto il premio come miglior regista e migliore sceneggiatura per Magic Temple nel 1996 Metro Manila Film Festival .
Gallaga e Laida Lim-Pérez hanno vinto il premio come miglior scenografo per Ganito Kami Noon di Eddie Romero , Paano Kayo Ngayon? nel primo 1976 dei premi Gawad Urian.
Nel 1980, ha vinto lo stesso premio per Ishmael Bernal's City dopo Dark .
Durante gli anni '80, Gallaga è stato membro del Film Academy Classification Board (FACB).
Nel 2009, Agaton & Mindy, diretto da Gallaga, ha iniziato la sua carriera teatrale.
Nel 2013, ha visto il rilascio di molti degli sforzi di regia di Gallaga. Da solo, questi includono il film Sonata e il documentario Botong Francisco: A Nation Imagined. Con Reyes hanno diretto Seduction. Sempre quell'anno, il film documentario The Search for Weng Weng ha iniziato la sua corsa al festival cinematografico, dove viene intervistato Gallaga. Parla dell'attore Weng Weng che è stata la prima star internazionale delle Filippine e una figura unica nel cinema è una persona bassa che esegue acrobazie che sfidano la morte.
Nel 2014, Gallaga e Reyes hanno collaborato nel loro ultimo film intitolato T'yanak .

### Morte
Gallaga è stato ricoverato in un ospedale nella città di Bacolod il 5 maggio 2020 a causa di complicazioni delle sue condizioni di salute già precarie; è morto due giorni dopo a causa di polmonite accreditabile alla pandemia da COVID-19 del 2020.

## Vita privata
Gallaga viveva con sua moglie Madie nella città di Bacolod . Era anche padre di uno scrittore e sceneggiatore di lifestyle Wanggo.

## Filmografia parziale

### Regista
- Binhi (1973)
- Oro, Plata, Mata (1982)
- Bad Bananas sa Puting Tabing (1983)
- Shake, Rattle &amp; Roll (1984) (segmento "Manananggal")
- Scorpio Nights (1985)
- Virgin Forest (1985)
- Unfaithful Wife (1986)
- C'era una volta (con Lorenzo A. Reyes, 1987)
- Kid, Huwag Kang Susuko (con Lorenzo A. Reyes, 1987)
- Hiwaga sa Balete Drive (con Lorenzo A. Reyes, 1988)
- Tiyanak (con Lorenzo A. Reyes, 1988)
- Isang Araw Walang Diyos (con Lorenzo A. Reyes, 1989)
- Abandonada (con Lorenzo A. Reyes, 1989)
- Trese (1990)
- Shake, Rattle &amp; Roll II (con Lore Reyes, 1990)
- Adventures of Gary Leon at Kuting (1991)
- Shake, Rattle &amp; Roll III (1991)
- Aswang (1992)
- Shake, Rattle &amp; Roll IV (1992) (segmento "Ang Guro")
- Dugo ng Panday (1993)
- Darna: Ang Pagbabalik (1994)
- Batang X (1995)
- Baby Love (1995)
- Magic Temple (1996)
- Magic Kingdom (Alamat ng Damortis) (1997)
- Halik ng Bampira (1997)
- Diliryo (1997)
- Gangland (1998)
- Puso ng Pasko (1998)
- Ang Kabit ni Mrs. Montero (1999)
- Unfaithful Wife 2: Sana'y Huwag Akong Maligaw (1999)
- Sa Piling di Aswang (con Lore Reyes, 1999)
- Pinoy Blonde (2005)
- Agaton & Mindy (2009)
- Seduzione (2013)
- Sonata (con Lore Reyes, 2013)
- T'yanak (con Lore Reyes, 2014)

### Sceneggiatore
- C'era una volta (1986)
- Hiwaga sa Balete Drive (1988)
- Tiyanak (con Lorenzo Reyes, 1988)
- Isang Araw Walang Diyos (1989) (trama e sceneggiatura)
- Shake, Rattle & Roll II (1990)
- Aswang (1992)
- Shake, Rattle & Roll IV (1992)
- Dugo ng Panday (1993)
- Baby Love (1995) (trama e sceneggiatura)
- Magic Temple (1996) (sceneggiatura)
- Magic Kingdom (Alamat ng damortis) (1997)
- Scorpio Nights 2 (1999) (storia)
- Ang Agimat, anting-anting ni Lolo (2002) (sceneggiatura)
- Pinoy Blonde (2005)

### Attore
- Lucio & Miguel (1992) - San Pedro
- José Rizal (1998) - Arcivescovo Bernardo Nozaleda, OP
- Tigasin (1999)
- The Cory Quirino Kidnap: NBI Files (2003)
- Enteng Kabisote 4 (2007) - Time Lord
- Dayo (2008) - Lolo Nano
- Namets! (2008) - Boss Dolpo
- Si Agimat presso si Enteng Kabisote (2010) - Ermitanyo
- Pak! Pak! Il mio dottor Kwak! (2011) - San Pedro
- ISLANDS (2013)
- Woman of the Ruins (2013)

## Riconoscimenti
- Metro Manila Film Festival
  - 1996 – Miglior regista (con Lore Reyes)
  - 1996 – Migliore storia originale (con Lore Reyes ed Erik Matti )
  - 1996 – Miglior sceneggiatura (con Lore Reyes ed Erik Matti )